# Sclerophrys pantherina
Pour les articles homonymes, voir Bufo pantherinus.
Espèce
Synonymes
- Bufo pantherinus Smith, 1828
- Amietophrynus pantherinus (Smith, 1828)
- Bufo cruciger Schmidt, 1846

Statut de conservation UICN

 EN B1ab(ii,iii,iv)+2ab(ii,iii,iv) : En danger
Sclerophrys pantherina est une espèce d'amphibiens de la famille des Bufonidae.

## Répartition
Cette espèce est endémique de la province du Cap-Occidental en Afrique du Sud. Elle se rencontre à basse altitude et à moins de 10 km de la mer de la péninsule du Cap à Gansbaai.

## Description

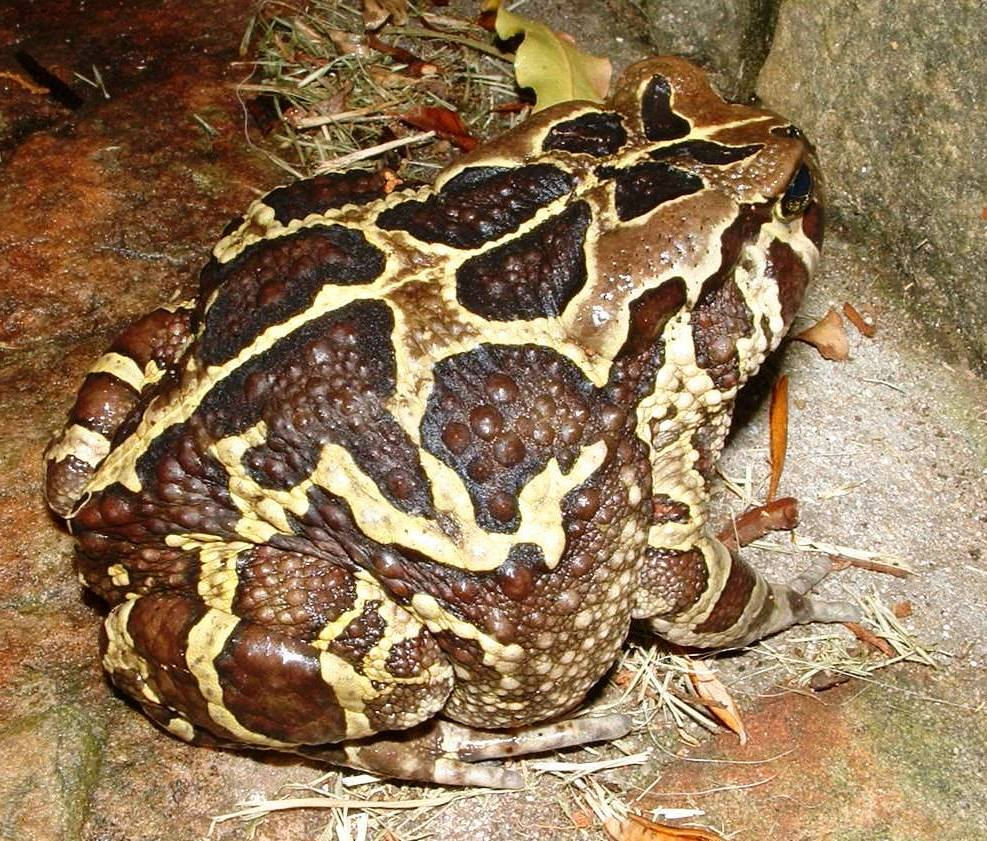
Sclerophrys pantherina

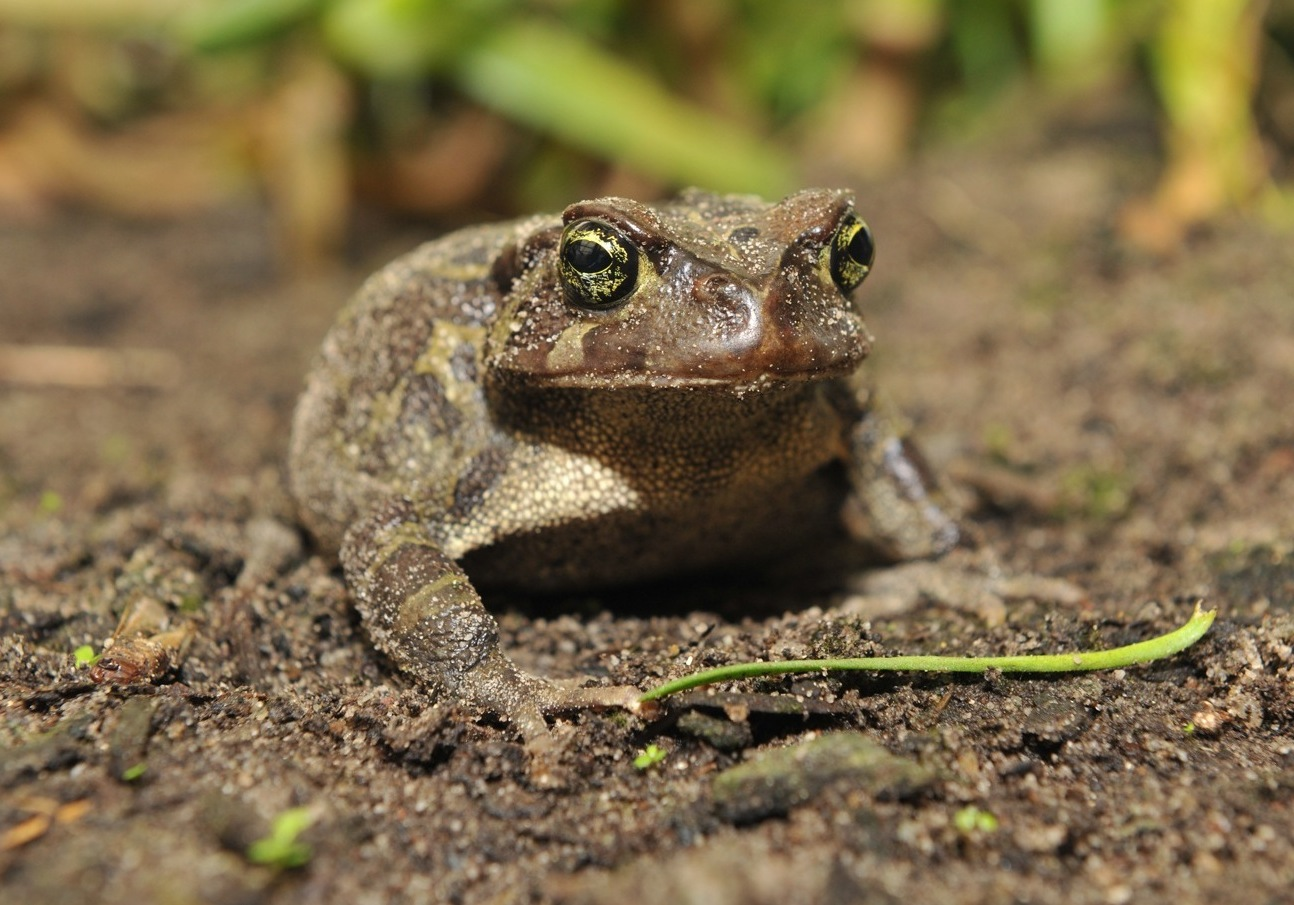
Sclerophrys pantherina

La femelle mesure jusqu'à 122 mm.

## Publication originale
- Smith, 1828 : Descriptions of new, or imperfectly known objects of the animal kingdom, found in the south of Africa. South African Commercial Advertiser, vol. 3.